# Memoirs of the New York Botanical Garden
Memoirs of the New York Botanical Garden (abreviado Mem. New York Bot. Gard.) es una revista ilustrada con descripciones botánicas editada por el Jardín Botánico de Nueva York. Publicó  el volumen número 1 en el año 1900.